# Pitagóricos

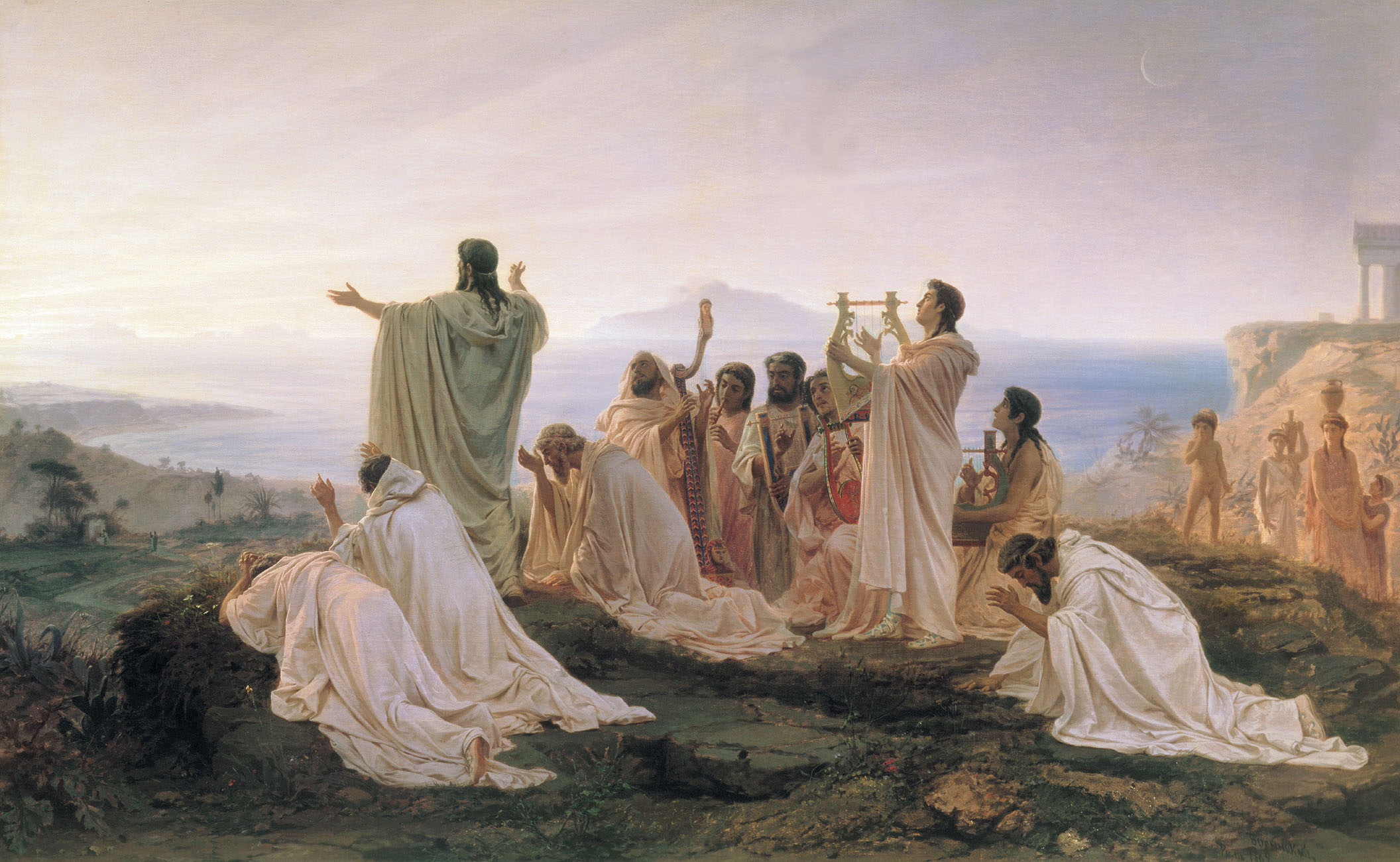
Grupo de pitagóricos celebrando la salida del sol.
Himno al sol naciente, Fyodor Bronnikov (1827-1902; óleo).

El pitagorismo fue un movimiento filosófico-religioso de mediados del siglo VI a. C. fundado por Pitágoras de Samos, siendo ésta la razón por la cual sus seguidores recibían el nombre pitagóricos. Estos formaban la escuela pitagórica, agrupación o secta conformada por astrólogos, músicos, matemáticos y filósofos cuya creencia más destacada era que todas las cosas son, en esencia, números.
Algunos de estos fueron Epicarmo de Megara, Alcmeón de Crotona, Hipaso de Metaponto, Filolao de Crotona y Arquitas de Tarento. El filósofo Jámblico de Calcis confeccionó un supuesto catálogo de los pitagóricos.
Este movimiento descubrió los números irracionales, aunque obligaba a sus seguidores a que lo mantuvieran en secreto. Se cree que el pitagórico Hipaso de Metaponto reveló el secreto y, según la leyenda, fue ahogado por no mantenerlo.
El pentagrama (estrella de cinco puntas) fue un importante símbolo religioso usado por los pitagóricos, que lo denominaban «salud».

## Cosmología pitagórica

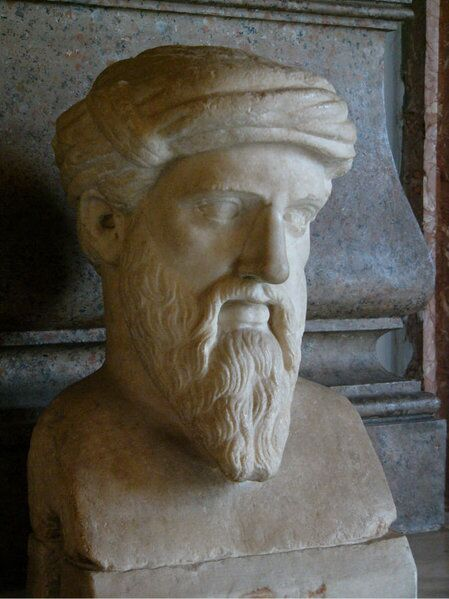
Busto de Pitágoras

El pensamiento pitagórico estaba dominado por las matemáticas, a la vez que era profundamente místico. En el área de la cosmología no hay acuerdo sobre si el mismo Pitágoras impartía enseñanzas, pero muchos eruditos creen que la idea pitagórica de la transmigración del alma es demasiado importante para haber sido añadida por un seguidor posterior a Pitágoras. Por otra parte, es imposible determinar el origen de la doctrina pitagórica de la sustancia. Parece que la doctrina pitagórica parte de la doctrina de Anaximandro sobre la última sustancia de las cosas como "lo ilimitado". Un pupilo de Anaximandro, Anaxímenes, contemporáneo de Pitágoras, dio una explicación de cómo lo "ilimitado" según Anaximandro tomó forma, por condensación y rarefacción. Por otra parte, la doctrina pitagórica dice que mediante la noción de "límite" lo "ilimitado" toma forma.
Diógenes Laercio (sobre 200 d. C.) cita el libro Sucesiones de Filósofos de Alejandro Polyhistor (sobre 100 aC). Según Diógenes, Alejandro tuvo acceso a un libro llamado La memoria pitagórica en su relato de cómo fue construida la cosmología pitagórica:

El principio de todas las cosas es la mónada o unidad; de esta mónada nace la dualidad indefinida que sirve de sustrato material a la mónada, que es su causa; de la mónada y la dualidad indefinida surgen los números; de los números, puntos; de los puntos, líneas; de las líneas, figuras planas; de las figuras planas, cuerpos sólidos; de los cuerpos sólidos, cuerpos sensibles, cuyos componentes son cuatro: fuego, agua, tierra y aire; estos cuatro elementos se intercambian y se transforman totalmente el uno en el otro, combinándose para producir un universo animado, inteligente, esférico, con la tierra como su centro, y la tierra misma también es esférica y está habitada en su interior. También hay antípodas, y nuestro ‘abajo' es su ‘arriba'.
Diógenes Laercio, Vitae philosophorum VIII, 15.

Esta cosmología inspiró al gnóstico árabe Monoimus, que combinó este sistema con el monismo y otros aspectos de su propia cosmología.
Basándose en la especulación matemática y en las propiedades y relaciones que atribuían a los números, los pitagóricos postularon un sistema astronómico novedoso. Dedujeron que la fuerza divina debe configurar lo ilimitado desde el centro del cosmos, por lo que la Tierra —al igual que el resto de cuerpos celestes— se movería alrededor de ese fuego central. De esta manera, propusieron la primera explicación documentada del movimiento aparente de la bóveda celeste por un movimiento de la Tierra. Mediante este modelo no geocéntrico, en el seno de esta escuela filosófica se desarrollaron las teorías de traslación y rotación en torno a su eje de nuestro planeta.

## Desarrollo histórico
Después de los milesios, el siguiente movimiento filosófico importante (cronológicamente hablando) fueron los pitagóricos. Tras las luchas políticas de mediados del siglo VI a. C., la escuela pitagórica fundada en Crotona (Italia) fue destruida y la emigración de los pitagóricos y de sus doctrinas se realiza hacia la metrópoli, donde hacia esa época comenzaron a difundirse. Dos corrientes aparecen entonces: los "matemáticos" ('conocedores', en griego) y los "acusmáticos" ('oidores', en griego); los primeros eran partidarios de renovar las doctrinas de Pitágoras; los segundos eran fundamentalistas: solo querían conservar la doctrina del maestro tal cual, sin cambiarla y aprendiéndola de memoria sin discutirla. A fines del siglo VI a. C. la filosofía se traslada de las costas de Jonia a las de la Magna Grecia, al sur de Italia y a Sicilia, y se constituye lo que Aristóteles llamó la escuela itálica.
Bartel Leendert van der Waerden distingue cinco generaciones en el pitagorismo matemático entre los años 530-360.
- 1.ª Generación (530-500): Pitágoras.
- 2.ª Generación (520-480): Hípaso de Metaponto, Alcmeón de Crotona.
- 3.ª Generación (480-430): Matemáticos anónimos.
- 4.ª Generación (440-400): Filolao, Teodoro de Cirene.
- 5ª Generación (400-360): Arquitas de Tarento.[8]

Especialmente afamada fue la III.ª generación. De ellos decía Aristóteles (según Jámblico, Περὶ τῆς κοινῆς μαθηματικῆς ἐπιστήμης / De communi Mathematica scientia, 78) que «estiman mucho la exactitud de la argumentación en las ciencias matemáticas, porque solo ellas poseen demostraciones». Dejó una fuerte huella en la geometría y en la aritmética que quedó reflejada en los Elementos de Euclides.

### Misticismo y ciencia
Pocos rasgos hay que distingan aquí al pitagorismo de una simple religión mística, pero los pitagóricos figuraban, en el siglo VI, entre los principales investigadores científicos. Pitágoras se interesó tanto por la ciencia como por el destino del alma. La religión y la ciencia no eran para él dos compartimentos separados sin contacto alguno, sino más bien constituían los dos factores indisociables de un único estilo de vida.
Las nociones fundamentales que mantuvieron unidas las dos ramas que más tarde se separaron parecen haber sido las de contemplación, el descubrimiento de un orden en la disposición del universo y la necesidad de purificación. 
Mediante la contemplación del principio de orden manifestado en el universo, especialmente en los movimientos regulares de los cuerpos celestes, y asemejándose asimismo a ese orden, se fue purificando progresivamente el hombre hasta terminar por liberarse de la metempsicosis o ciclo de reencarnaciones y adquirir la inmortalidad.

### Biografía de Pitágoras

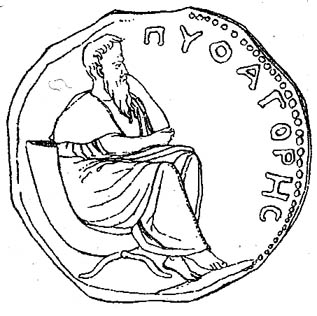
Pitágoras en una moneda

Pitágoras nace en el 570 a. C. proveniente del Asia menor (isla de Samos). Más tarde se traslada a Crotona al ser desterrado por Polícrates de Samos. Se le atribuyen varios viajes a Oriente, entre otros a Persia, donde hubo de conocer al mago Zaratás, es decir, a Zoroastro o Zaratustra. De los egipcios heredó la Geometría y el arte de la adivinación; de los fenicios aprendió la aritmética y el cálculo, y de los caldeos la investigación de los astros.

### Del Pitagorismo al Neopitagorismo
Los pitagóricos se establecieron en una serie de ciudades de la Italia continental y de Sicilia, y luego pasaron también a la Grecia propia. Formaron una liga o secta, y se sometían a una gran cantidad de extrañas normas y prohibiciones; no comían carne ni habas, ni podían usar vestido de lana, ni recoger lo que se había caído, ni atizar el fuego con un hierro, etc. Resulta difícil comprender el sentido de estas normas, si es que tenían alguno.
Algunos comentaristas tardíos como San Hipólito del siglo III refieren que los adeptos se distinguían entre sí como novicios o iniciados. Los primeros solo podían escuchar y callar (exotéricos y acústicos) mientras que los segundos (esotéricos o matemáticos) podían hablar y expresar lo que pensaban acerca de las cuestiones científicas de las que se ocupaba la escuela.
La liga pitagórica tenía una tendencia contraria a la aristocracia; pero acabó por formar una e intervenir en la política de las ciudades-estado de la época. Como consecuencia de esto, se produjo una violenta reacción democrática en Crotona, y los pitagóricos fueron perseguidos, muchos de ellos muertos, y su casa incendiada. El fundador logró salvarse y murió, según se dice, poco después. Más tarde alcanzaron los pitagóricos un nuevo florecimiento, llamado el neopitagorismo, basándose en aplicar la mente a los resultados dados por los conocimientos pitagóricos.

### Filósofos pitagóricos
Como era habitual en aquel tiempo, todos los escritos de los miembros de la Escuela eran atribuidos a Pitágoras. La mayoría de los seguidores de esta eran hombres, como Epicarmo de Megara, Alcmeón de Crotona, Hipaso de Metaponto, Filolao de Crotona y Arquitas de Tarento. y estos aparecían como los únicos creadores, pero gracias a algunos escritos y a la esposa de Pitágoras, llamada Téano pudimos saber que también existieron mujeres.
Según Diógenes Laercio, los pitagóricos "entregaron sus mujeres para que aprendiesen sus preceptos; de donde vino que fueron llamadas Pitagóricas". En la Vida de Pitágoras, el filósofo Jámblico confeccionó un supuesto catálogo de los Pitagóricos con un listado de 32 estudiantes de la Escuela Pitagórica, en el que figuran 17 mujeres: Timica, Filtide, Ocelo de Laconia, su hermana Ecelo, Quilónide, Cratesiclea de Esparta, Téano, Mía, Lastenia, Habrotelia, Equecratia de Fliunte, Tirsenis, Pisírrode, Teadusa, Boio de Argos, Babélica de Argos y Cleecma. No obstante, a esta lista, Estobeo añade otras tres conocidas figuras femeninas del pitagorismo, como Fintis, Melisa de Samos y Perictione. La pitagórica Melisa fue mencionada por Gilles Ménage en Historia de las mujeres filósofas.

## Doctrina
Constituía propiamente una escuela (en griego escuela significa ocio). Esta escuela está definida por un modo de vivir de sus miembros, personas emigradas, expatriadas; forasteros, en suma. Según el ejemplo de los juegos olímpicos, hablaban los pitagóricos de tres modos de vida: el de los que van a comprar y vender, el de los que corren en el estadio y el de los espectadores que se limitan a ver. Así viven los pitagóricos, forasteros curiosos de la Magna Grecia, como espectadores. Es lo que se llama el bios teoretiós, la vida teorética o contemplativa. La dificultad para esta vida es el cuerpo, con sus necesidades, que sujetan al hombre. Es menester liberarse de esas necesidades. El cuerpo es una tumba (soma sema), dicen los pitagóricos. Hay que superarlo, pero sin perderlo. Para esto es necesario un estado previo del alma, que es el entusiasmo (no debemos pensar lo que actualmente pensamos por entusiasmo, sino que debemos remitirnos al término en griego: ἐνθουσιαζόντoς; este término quiere decir estar lleno de Dios, poseído, pero no en un sentido peyorativo, sino que simplemente la persona presta su ser para que el dios, generalmente las Musas, hablen por medio de él). Aquí aparece la conexión con los Órficos y sus ritos, fundados en la manía (locura) y en la orgía. La escuela pitagórica utiliza estos ritos y los transforma. Así se llega a una vida suficiente, teorética, no ligada a las necesidades del cuerpo, un modo de vivir divino. El hombre que llega a esto es el sabio, el sophós (parece que la palabra filosofía o "amor a la sabiduría", más modesta que Sofía, surgió por primera vez de los círculos pitagóricos). El perfecto sophós es al mismo tiempo el perfecto polités o ciudadano; por esto el pitagorismo crea una aristocracia y acaba por intervenir en política.
Los pitagóricos seguían una dieta vegetariana a la que llamaban por aquel entonces dieta pitagórica.

### Números y figuras geométricas

Pentagrama: los pitagóricos usaron este símbolo como un signo secreto para reconocerse unos a otros. Representa el número cinco, la vida, el poder y la invulnerabilidad.

De entre las numerosas contribuciones matemáticas que se atribuyen a los pitagóricos destacan por su importancia las algebraicas y geométricas. Filosóficamente, la concepción pitagórica del número lo hacía omnipresente, esencia de todas las cosas.
Según Neugebauer, a partir de su interpretación de las tablillas cuneiformes de este siglo, "lo que se llama pitagórico en la tradición griega debería probablemente ser llamado babilonio", pues los pitagóricos habrían aprehendido sus conocimientos matemáticos en la aritmética y en el álgebra de los babilonios. Más tarde, imprimieron estos conocimientos en su propio estilo con un carácter específicamente griego, anteponiendo al carácter operativo e instrumental de los babilonios el rigor lógico y la demostración matemática.
Los pitagóricos hacen el descubrimiento de un tipo de entes, los números y las figuras geométricas que no son corporales, pero que tienen realidad y presentan resistencia al pensamiento; esto hace pensar que no puede identificarse sin más el ser con el ser corporal, lo cual obliga a una decisiva ampliación de la noción del ente. Pero los pitagóricos, arrastrados por su propio descubrimiento, hacen una nueva identificación, esta vez de signo inverso: el ser va a coincidir para ellos con el ser de los objetos matemáticos. Los números y las figuras son la esencia de las cosas; los entes son por imitación de los objetos de la matemática; en algunos textos afirman que los números son las cosas mismas. La matemática pitagórica no es una técnica operatoria, sino antes que ello el descubrimiento y construcción de nuevos entes, que son inmutables y eternos, a diferencia de las cosas variables y perecederas. 
De ahí el misterio de que se rodeaban los hallazgos de la escuela, por ejemplo el descubrimiento de los poliedros regulares. Una tradición refiere que Hipaso de Metaponto, tras ser repudiado como hereje, fue ahogado durante una travesía o bien naufragó, castigado por los dioses por haber revelado el secreto de la construcción del dodecaedro.
Por otra parte, la aritmética y la geometría están en estrecha relación: El 1 es el punto, el 2 la línea (recta), el 3 la superficie, el 4 el volumen; el número 10, suma de los cuatro primeros, es la famosa tetraktys, el número capital. Se habla geométricamente de números "cuadrados" y "oblongos", "planos"", "cúbicos", etc. Hay números místicos, dotados de propiedades especiales. Los pitagóricos establecen una serie de oposiciones, con las que las cualidades guardan una extraña relación: lo ilimitado y lo limitado, lo par y lo impar, lo múltiple y lo uno, etc. El simbolismo de estas ideas resulta problemático y de difícil comprensión.
La escuela pitagórica creó también una teoría matemática de la música. La relación entre las longitudes de las cuerdas y las notas correspondientes fueron aprovechadas para un estudio cuantitativo de lo musical; se pensó que cada astro da una nota, y todas juntas componen la llamada armonía de las esferas o música celestial, resonancia que no oímos por ser constante y sin variaciones.

### Inmortalidad del alma
Para los pitagóricos la muerte era una necesidad que convenía al devenir (naturaleza) de la vida universal, o como un incómodo bien ante las situaciones de extrema postración humana.
Ante la pregunta de qué es lo que permanece y en dónde, en Grecia y en Roma se concebía la muerte como el paso a una segunda existencia, y, por tanto, no como una extinción definitiva, sino como un cambio de estado que acontece a algo oculto e invencible. Vale resaltar que en Grecia había, por así decirlo, una religión olímpica politeísta, y otras mistéricas (Orfismo, Ritos eleusinos) en donde se creía que después de la muerte había otra vida, en donde se encontraba la recompensa al sufrimiento de este mundo.
Los pitagóricos tenían una concepción de unidad de cuerpo (físico) y alma, en donde el alma después de la muerte se separaba del cuerpo, esa separación era la misma muerte. 
Después de la muerte del individuo el alma, que es una especie de sombra fantasmagórica, peregrinaba a través de todo, con el fin de reencarnar sucesivamente en otros cuerpos. Este es el fundamento de la palingenesia, denominada también metempsicosis o trasmigración del alma. Por esta razón los pitagóricos no rechazaban ningún estilo de vida, puesto que el alma podía transitar por cualquiera de ellos.
El alma era considerada la antítesis del cuerpo, era el lado de la perfección humana: lo bueno, lo puro, lo racional o lo eterno e incorruptible; mientras que el cuerpo era todo lo que simbolizaba lo malo, lo impuro, lo irracional o lo corruptible.

## El número como principio de todas las cosas
Como dice Aristóteles, los pitagóricos se dedicaron a las matemáticas, fueron los primeros que hicieron progresar este estudio y, habiéndose formado en él, pensaron que sus principios eran los de todas las cosas.

"Nutridos de ella (la matemática), creyeron que su principio fuera el de todas las cosas. Ya que los números por su naturaleza son los primeros que se presentan en ella, les pareció observar en los números semejanzas con los seres y con los fenómenos, mucho más que en el fuego, o en la tierra o en el agua y como también veían en los números las determinaciones y las proporciones de las armonías y como, por otra parte, les parecía que toda la naturaleza estaba por lo demás hecha a imagen de los números, y que los números son los primeros en la naturaleza, supusieron que los elementos de los números fuesen los elementos de todos los seres y que el universo entero fuese armonía y número. Y todas las concordancias que podían demostrar en los números y en las armonías con las condiciones y partes del universo y  con su ordenación total, las recogieron y coordinaron."
Aristóteles.

Tenían el entusiasmo propio de los primeros estudiosos de una ciencia en pleno progreso, y les cultivó la importancia del número en el cosmos: todas las cosas son numerables, y muchas las podemos expresar numéricamente. Así la relación entre dos cosas relacionadas se puede expresar por una proporción numérica; el orden existente en una cantidad de sujetos ordenados se puede expresar mediante números, y así sucesivamente. Pero lo que parece que les impresionó más que nada fue el descubrir que los intervalos musicales que hay entre las notas de la lira pueden expresarse numéricamente. Cabe decir que la altura de un sonido depende del número, en cuanto que depende de las longitudes de las cuerdas, y es posible representar los intervalos de la escala con razones numéricas. A partir de esto surge la idea de cantidad (to pason), lo cuantitativo como principio y esencia de la realidad, es decir, que lo cualitativo se determina en lo cuantitativo.
Pues bien, lo mismo que la armonía musical depende de un número, se puede pensar que la armonía del universo depende también del número. Los cosmólogos milesios hablan de un conflicto universal de los elementos contrapuestos, y los pitagóricos, gracias a sus investigaciones en el campo de la música, tal vez pensasen solucionar el “conflicto” recurriendo al concepto de número. Según Aristóteles, “como vieron que los atributos y las relaciones de las escalas musicales se podían expresar con números, desde entonces todas las demás cosas les parecieron modeladas en toda su naturaleza según los números, y juzgaron que los números eran lo primero en el conjunto de la naturaleza y que el cielo entero era una escala musical y un número”. Mas lo que uno cree entender de los pitagóricos es que quisieron decir que el carácter verdadero no lo determinaba la apariencia sensible sino que lo establece un componente cuantitativo aritmo–geométrico que está referido tanto al número (cantidad discreta) como a la magnitud (cantidad continua); o sea, que tal ingrediente matemático afecta la cualidad de las cosas.
Este lenguaje matemático no era usado solo para explicar el mundo, también era usado en las entidades excluidas, las que tenían que ver con las esferas subjetivas, el hombre, la justicia, el arte, la medicina y hasta las estaciones, pues todo esto requería de números, proporción y medida. El lenguaje de la realidad es entonces para los pitagóricos, un logos matemático (razón, armonía y medida).
Anaximandro había hecho derivar todo de lo Ilimitado o Indeterminado. Pitágoras combinó esta noción con la de límite, que da forma a lo ilimitado. Ejemplo de todo ello es la música (y también la salud, en la que el límite es la templanza, cuyo resultado es una sana armonía). La proporción y la armonía de los sones musicales son expresables aritméticamente. Transfiriendo estas observaciones al mundo en general, los pitagóricos hablaron de la armonía cósmica. Y, no contentos con recalcar la importancia de los números en el universo, fueron más lejos y declararon que las cosas son números.
Evidentemente, tal doctrina no es de fácil comprensión. Se hace duro decir que todas las cosas son números. ¿Qué entendían por ello los pitagóricos? En primer lugar, ¿qué entendían por números o qué es lo que pensaban acerca de los números?. Aristóteles nos informa que “los pitagóricos sostenían que los elementos del número son lo par y lo impar, y que, de estos elementos, el primero es ilimitado y el segundo limitado; la unidad, el uno, procede de ambos (pues es a la vez par e impar), y el número procede del uno; y el cielo todo, es números”. Los pitagóricos consideraron los números espacialmente. La unidad es el punto, el dos es la línea, el tres la superficie, el cuatro el volumen. Decir que todas las cosas son números significaría que “todos los cuerpos constan de puntos o unidades en el espacio, los cuales, cuando se los toma en conjunto, constituyen un número”.

### La Tetraktys: el número diez

Tetraktys: figura triangular consistente en diez puntos colocados en cuatro líneas: un, dos, tres, y cuatro puntos en cada fila. Símbolo místico que representa el número diez.

La tetraktys, figura que tenían por sagrada, indica que los pitagóricos consideraban así los números. Esta figura demuestra que el 10 resulta de sumar 1+2+3+4,o sea, que es la suma de los cuatro primero números enteros. Por ella hacían el juramento transmitido como pitagórico, hecho en nombre de Pitágoras mismo, pero sin nombrarlo, “por quién transmitió a nuestra alma la tetraktys”. La tetraktys es el número perfecto y la clave de la doctrina. Es posible que jugase también un papel en los distintos grados de la metamorfosis del alma.
El diez tiene el sentido de la totalidad, de final, de retorno a la unidad finalizando el ciclo de los nueve primeros números. Para los pitagóricos es la santa tetraktys, el más sagrado de todos los números por simbolizar a la creación universal, fuente y raíz de la eterna naturaleza; y si todo deriva de ella, todo vuelve a ella. Es pues una imagen de la totalidad en movimiento.
La tetraktys forma un triángulo de 10 puntos colocados en cuatro líneas, de la forma siguiente:
La Santa Tetraktys pitagórica
1. La Unidad: Lo Divino, origen de todas las cosas. El ser inmanifestado.
2. La Díada: Desdoblamiento del punto, origen de la pareja masculino-femenino. Dualismo interno de todos los seres.
3. La Tríada: Los tres niveles del mundo: celeste, terrestre, infernal, y todas las trinidades.
4. El Cuaternario: los cuatro elementos, tierra, aire, fuego y agua, y con ellos la multiplicidad del universo material.

El conjunto constituye la Década, la totalidad de Universo: 4: 1 + 2 + 3 + 4 = 10 → 1 + 0 = 1.

### Todo es Número: el número como explicación de la realidad
Además, los pitagóricos concebían a los números con un carácter pedagógico, pues como ellos no hay otra cosa que tenga mayor capacidad explicativa o transmisora de información. El número tenía un sentido genérico y decisivo en la construcción del cosmos. El comienzo es lo Uno (monas), es indeterminada y de naturaleza divina, semejante al apeiron de Anaximandro. De lo uno limitado (denominado así porque no es aún una dualidad numérica o completa, pues lo uno no es el uno cuantitativo, sino un género supremo), surge la díada indefinida (aoristos duas). Pues de la unión de estos dos surge el uno y el dos numérico, es decir, de lo uno el uno y de lo uno y de la díada indefinida el dos. Por extensión surgen los demás números.
Lo uno debemos entenderlo como identidad en tanto la propiedad que tienen las cosas de ser ellas mismas, la díada debemos entenderla como las diferencias pues es en este pensamiento el que liga la identidad con la diferencia, que asume la unidad y la dualidad como los elementos de lo verdadero.
Eurito solía representar los números con piedrecillas, y por este procedimiento, obtenemos los números “cuadrados” y los números “triangulares”.
En efecto, si partimos de la unidad y le añadimos los números impares siguiendo el gnomon, obtendremos los números «cuadrados», mientras que si partimos del 2 y le añadimos los números pares, obtendremos los números «oblongos»:
Esta costumbre de representar los números o relacionarlos con la geometría ayuda a comprender por qué los pitagóricos consideraban las cosas como números y no solo como numerables: transferían sus concepciones matemáticas al orden de la realidad material. Por la yuxtaposición de puntos se engendra la línea, la superficie es engendrada por la yuxtaposición de varias líneas y el cuerpo por la combinación de superficies. Puntos, líneas y superficies son las unidades reales que componen todos los cuerpos de la naturaleza, y en este sentido todos los cuerpos deben ser considerados como números. Cada cuerpo material es una expresión del número cuatro, puesto que resulta como un cuarto término de tres clases de elementos constitutivos: puntos, líneas y superficies (Véase también Dimensión).

### Noción de límite y armonía
Para los pitagóricos, el cosmos limitado, o mundo, está rodeado por el inmenso o ilimitado cosmos (el aire), y aquel lo “inhala”. Los objetos del cosmos limitado, no son, pues, pura limitación, sino que tienen mezcla de lo ilimitado. Los pitagóricos al considerar geométricamente los números, los concebían también como productos de lo limitado y lo ilimitado (por estar compuestos de lo par y lo impar). Identificándose el par con lo ilimitado y lo impar con lo limitado. Una explicación complementaria puede verse en el hecho de que los gnómones impares conservan su forma cuadrada fija (limitada), mientras que los pares presentan una forma rectangular siempre cambiante (ilimitada).
Para los Pitagóricos, la tierra era esférica. La tierra y los planetas giraban a la vez que el sol en torno al fuego central o “corazón del Cosmos”, identificado con el número uno (véase Sistema astronómico pitagórico).
Para ellos la esencia de las cosas era la Armonía de los contrarios, lo cual constituía el límite que determina el ser preciso de las cosas en tanto que todo ser lo es dentro de determinados acontecimientos figuradores. La forma, progresión, armonía corporal no son caprichosas sino que son reglas que se ajustan a determinadas medidas proporcionales, pues el límite es control ante los desmanes, la cordura frente a las pretensiones desmedidas. Así, de esta manera, el límite constituía el equilibrio y la armonía, la fuerza que unía los contrarios. Estas ideas influyeron considerablemente en el estudio de la medicina en la Antigua Grecia y hasta la Edad Media, pues se consideraba que la salud de cada individuo dependía de una combinación correcta (krasis) de elementos físicos opuestos (calor-frío, sequedad-humedad), los cuales debían guardar o recuperar —en caso de enfermedad— la armonía corporal. Dicha doctrina se convirtió en fundamental para la medicina griega, iniciada por el pitagórico Alcmeón de Crotona.

### Crisis del racionalismo numérico
Los pitagóricos descubrieron los números irracionales, se trataba del hallazgo de lo irracional, de la raíz cuadrada de dos, aplicable a la relación, mediante su famoso teorema, entre los lados de un cuadrado y su diagonal.

## Posteridad
Pitágoras tuvo gran influencia en la Antigua Roma, especialmente durante la época de la República, aunque también, de manera intermitente, durante el Imperio. El pitagorismo cesó de existir como tal a partir de la aparición del cristianismo en la filosofía occidental. Reaparecerá, aunque sin identificarse, en filosofías como la ética de Spinoza. No hubo más intentos de restauración ni continuación, más allá de Leibniz, quien intentó reconciliar el pitagorismo con la filosofía de Aristóteles, quedando desde entonces el pitagorismo como una filosofía vencida.
Según la filósofa María Zambrano, la explicación de esta derrota del pitagorismo tal vez se halle en la imposibilidad de este de constituirse en filosofía en los términos en que Aristóteles había definido esta.

## En la literatura
- En la novela La espada de fuego (2003) de Javier Negrete los numeristas están inspirados en los pitagóricos.
- La novela El asesinato de Pitágoras (2013) describe cómo pudo haber sido la sociedad pitagórica, según la visión dramatizada del autor, Marcos Chicot.